# Panicum kalaharense
Panicum kalaharense är en gräsart som beskrevs av Carl Christian Mez. Panicum kalaharense ingår i släktet vipphirser, och familjen gräs. Inga underarter finns listade i Catalogue of Life.